# Rakahanga-Manihiki (jezik)
Rakahanga-Manihiki jezik (manihiki-rakahanga; ISO 639-3: rkh), jedan od sedam tahićanskih jezika kojim govori oko 5 000 ljudi na otocima Kuk i Novom Zelandu. Polovica od 5 000 govornika živi na otocima Rakahanga i Manihiki. Najbliži mu je rarotonški [rar], kojemu je donekle razumljiv.
Kao tahićanski jezik pripada široj skupini polinezijskih jezika, austronezijska porodica. Nepisan.

## Vanjske poveznice
- Ethnologue (14th)
- Ethnologue (15th)